# 米爾-侯賽因·穆薩維
米尔-侯赛因·穆萨维（1942年3月2日—），阿塞拜疆族，伊朗改革派政治家、艺术家和建筑师。1981年至1989年出任伊朗最後一任总理，2000年至2009年担任伊朗藝術院院长。
1989年在伊朗精神领袖何梅尼逝世後，伊朗修改宪法，取消总理职位，穆萨维因此退出政坛。在出任总理前，穆萨维曾经是外交部长。他同时是文化改革委员会成员。
2009年5月9日，穆萨维正式登记参加2009年伊朗总统选举，后在总统选举中失败，指总统选举涉及舞弊並引发大批国民抗议，終爆發伊朗綠色革命。